# 17971 Samuelhowell
17971 Samuelhowell este un asteroid din centura principală de asteroizi.

## Descriere
17971 Samuelhowell este un asteroid din centura principală de asteroizi. A fost descoperit pe 10 mai 1999 la Socorro, New Mexico, în cadrul proiectului LINEAR. Asteroidul prezintă o orbită caracterizată de o semiaxă mare de 2,27 ua, o excentricitate de 0,17 și o înclinație de 2,9° în raport cu ecliptica.